# Funing (Wenshan)

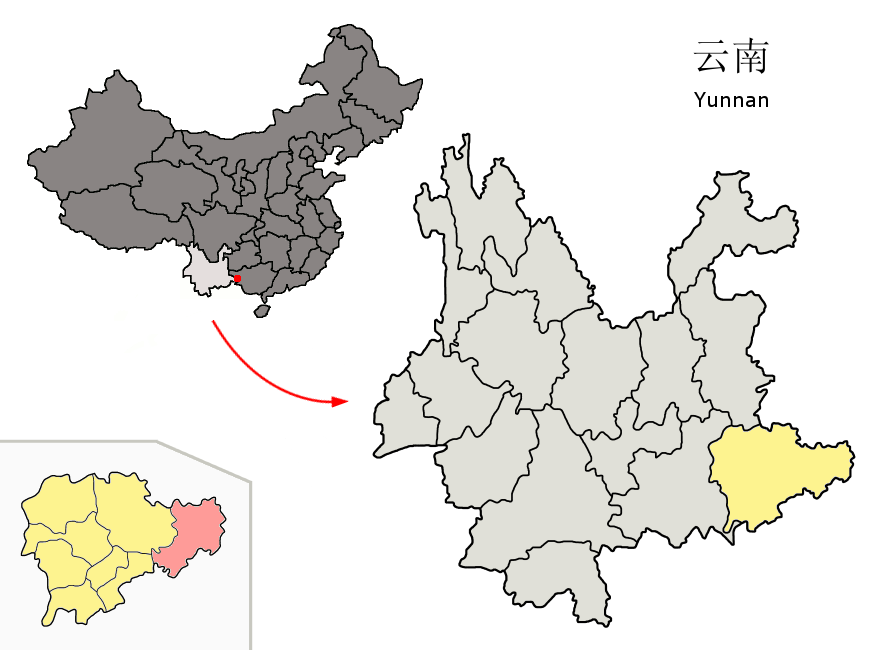
Lage des Kreises Funing (rosa) in der bezirksfreien Stadt Wenshan (gelb)

Der Kreis Funing (chinesisch 富宁县, Pinyin Fùníng Xiàn) ist ein Kreis des Autonomen Bezirks Wenshan der Zhuang und Miao im Südosten der chinesischen Provinz Yunnan. Sein Hauptort ist die Großgemeinde Xinhua (新华镇). Der Kreis Funing hat eine Fläche von 5.268 km² und zählt 396.818 Einwohner (Stand: Zensus 2020).

## Administrative Gliederung
Auf Gemeindeebene setzt sich der Kreis aus sechs Großgemeinden und sieben Gemeinden (davon eine Nationalitätengemeinde) zusammen. Diese sind:
- Großgemeinde Xinhua 新华镇
- Großgemeinde Guichao 归朝镇
- Großgemeinde Bao’ai 剥隘镇
- Großgemeinde Lida 里达镇
- Großgemeinde Tianlian 田蓬镇
- Großgemeinde Muyang 木央镇

- Gemeinde Banlun 板仑乡
- Gemeinde Gula 谷拉乡
- Gemeinde Zhesang 者桑乡
- Gemeinde Naneng 那能乡
- Gemeinde Dongpo der Yao 洞波瑶族乡
- Gemeinde Ayong 阿用乡
- Gemeinde Huajia 花甲乡